# Leiopus insulanus
Leiopus insulanus là một loài bọ cánh cứng trong họ Cerambycidae.